# Domingos Castro
Domingos Castro (Fermentões, 22 de novembro de 1963), é um antigo atleta português, especialista em corridas de fundo, tanto em pista como em corta-mato.
Foi vice-campeão do mundo, em 5000 metros, nos Campeonatos Mundiais de Roma, 1987. É irmão gémeo de Dionísio Castro, também ele finalista em várias provas internacionais. Actualmente é CEO juntamente com o seu irmão Dionísio, da Castro Brothers, uma empresa de tudo relacionado com desporto.
É o atual Presidente da Federação Portuguesa da Atletismo, para o mandato 2025-2029.

## Biografia
Domingos Castro é um dos 8 filhos dum casal de humildes trabalhadores rurais de Fermentões, perto de Guimarães. Começou a ser notado em corridas populares da sua terra, o que o levou a ser convidado, em 1984, a ingressar no Sporting Clube de Portugal, juntamente com o seu irmão gémeo Dionísio, onde permaneceu durante toda a sua carreira. Aí começou a ser treinado pelo conceituado técnico Mário Moniz Pereira. Desta combinação surgiu a oportunidade de participar na segunda edição dos Campeonatos Mundiais, disputados em Roma, onde, surpreendemente, logrou alcançar a medalha de prata (13.27,59 m) atrás do marroquino Saïd Aouita (13.26,44 m).
 Medalha de prata campeonato da Europa de corta-mato - Alnwick 1994.
Participou em quatro Olimpíadas: foi quarto classificado na final de 5000 metros, em Seoul 1988; 11º na final de 5000 metros em Barcelona 1992; 25º na maratona de Atlanta 1996; e 18º na maratona de Sydney 2000.

Em 1997 venceu a Maratona de Roterdão com o tempo de 2:07.51h, o que constitui a sua melhor marca na distância. Participou em 19 campeonatos do Mundo de corta-mato dos quais 18 consecutivos.

## Melhores marcas pessoais

### Pista
| Prova        | Data                 | Local             | Marca      |
| ------------ | -------------------- | ----------------- | ---------- |
| 1500 metros  | 19 de julho de 1997  | Coimbra, Portugal | 3.38,1 m   |
| 3000 metros  | 25 de julho de 1997  | Lisboa, Portugal  | 7.41,02 m  |
| 5000 metros  | 25 de agosto de 1989 | Bruxelas, Bélgica | 13.14,41 m |
| 10000 metros | 5 de julho de 1993   | Estocolmo, Suécia | 27.34,53 m |

### Estrada
| Prova         | Data                  | Local             | Marca     |
| ------------- | --------------------- | ----------------- | --------- |
| Meia Maratona | 2 de setembro de 2000 | Lille, França     | 1:01,43 h |
| Maratona      | 20 de abril de 1997   | Roterdão, Holanda | 2:07.51 h |

## Palmarés
- 1º Lugar na Corrida de São Silvestre da Amadora: 1987, 1988 e 1989.